# Isomonia alberti
Isomonia alberti is een tweekleppigensoort uit de familie van de Anomiidae. De wetenschappelijke naam van de soort is voor het eerst geldig gepubliceerd in 1897 door Dautzenberg & H. Fischer.